# Havaika verecunda
Havaika verecunda is een spinnensoort uit de familie springspinnen (Salticidae). De soort komt voor in Hawaï.